# Steve Oedekerk
Steven Brent Oedekerk (Los Angeles, Califórnia, 27 de novembro de 1961) é um ator, diretor cinematográfico, editor, produtor, roteirista e comediante estadunidense. É mais conhecido pelas sua colaborações com o diretor Tom Shadyac e com o ator Jim Carrey, o qual Oedekerk dirigiu no filme Ace Ventura 2: Um Maluco na África. Também é reconhecido pelo seu papel no filme Kung Pow (que ele também dirigiu) e pela direção da animação O Segredo dos Animais.

## Biografia
Oedekerk nasceu em Los Angeles, Califórnia, onde reside até hoje com sua familia e filhos. Oedekerk era nascido em Los Angeles, Califórnia, e vive atualmente lá com sua esposa e duas crianças. Durante todo sua carreira, Oedekerk apareceu dentro da TV e criou diversos especiais de televisão para as redes a cabo da NBC, ABC e o UPN. Igualmente, ele contribuíra como roteirista também para a rede de cinema Fox, responsável por Mega Blockbusters. E foi durante este tempo que ele conheceu um grande amigo seu, Jim Carrey. E seu primeiro trabalho com Carrey aconteceu no ano de 1990-1994, no seriado de grande sucesso In Living Color. Depois disso, Oedekerk então ficou famoso depois de dirigir Ace Ventura 2: Um Maluco na África. Depois do grande sucesso do filme, ele acabou escrevendo outros Blockbusters, como O Professor Aloprado. E fazendo pequenas aparições, como em Nada a Perder, com Tim Robbins e Martin Lawrence. Depois disso, ele continuou a escrever filmes, e com todos atingindo sucessos de público, que citando como exemplos estão O Professor Aloprado II, Jimmy Neutron, Kung Pow, OTodo Poderoso e O Segredo dos Animais. Já em 2007, ele retorna escrevendo A Volta do Todo Poderoso. Os próximos planos do ator estão envolvendo a adaptação de Ripley's Believe It or Not!, que pode contar com a atuação de Jim Carrey, e a continuação do filme Kung Pow.

## Filmografia
- Smart Alex (1987)
- Casual Sex? (1988)
- The Vernonia Incidente (1989)
- Três é Demais (1 episódio, 1989)
- High Strung (1991)
- Nada a Perder (1997)
- The Oedekerk Show (1997)
- Thumb Wars (1999)
- The GodThumb (2001)
- Bat Thumb (2001)
- Frankenthumb (2002)
- The Blair Thumb (2002)
- Kung Pow: Enter the Fist (2002)
- Thumbtanic (2002)
- Papai Noel vs. Boneco de Neve (3-D, 2002)
- O Segredo dos Animais (2006)
- Back at the Barnyard (2007 - Presente)
- Acredite ou não em Ripley (2010 - Em Produção)
- Kung Pow! 2 - The Tongue of Fury (2010 - Em Produção)